# Terapia al desnudo
Terapia al desnudo es una comedia española de 1975 la película está dirigida por Pedro Lazaga y protagonizada por Carmen Sevilla, José María Íñigo y Ramiro Oliveros.

## Sinopsis
Un viajero (José María Íñigo) sufre un accidente en un taxi. El vehículo se incendia y el viajero es sacado de su interior, inconsciente, y llevado a la clínica Dr. Armayor, donde es atendido por el médico de guardia, la doctora Sol Esteve (Carmen Sevilla) que hará todo lo posible para que recuerde.

## Reparto
- Carmen Sevilla:  Doctora Sol Esteve
- José María Íñigo: Viajero
- Ramiro Oliveros: Doctor Ríos
- María Salerno: Marta
- Manuel Zarzo: Inspector Sánchez
- Fernando Hilbeck: Doctor Álex Céspedes
- Rafael Hernández: Enrique
- Inés Morales: Doctora Madrigal
- Rosa Valenty: Recepcionista
- Carmen Martínez Sierra: Carola
- Beatriz Savón: Julia
- Mónica Rey: Alicia
- Rafael Conesa: Guillermo
- Ángela Ayllón: Pura
- Francisco Ortuño: Carcelero
- Ramón Lillo: Doctor Gordillo
- Juan Antonio Soler: Doctor Rosales
- Alfonso Castizo: Policía 1º
- José Luis Manrique: Policía 2º
- María Esperanza Navarro: Doctora Redondo
- Alfredo Mayo: Director del sanatorio
- Juan Luis Galiardo: Ricardo
- Manolo Codeso
- Emilio Gutiérrez Caba

## Legado
A pesar de que la cinta tuvo muy malas críticas, la escena del inusual beso entre José María Íñigo y Carmen Sevilla se ha convertido en una referencia y es emitida con frecuencia en programas retrospectivos sobre el cine español de las años 70.